# Thành phố dưới nước Cuba
Thành phố dưới nước Cuba đề cập đến một địa điểm được một số người cho là phức hợp cấu trúc đá granit chìm ngoài khơi bờ biển bán đảo Guanahacabibes tại tỉnh Pinar del Río ở Cuba.

## Tổng quan
Những tấm hình chụp sonar hiển thị các cấu trúc bằng đá theo kiểu hình học và mang tính đối xứng giống như một khu đô thị được ghi nhận lần đầu tiên vào đầu năm 2001 với diện tích 2 kilômét vuông (200 ha) ở độ sâu từ 600 mét (2.000 ft) và 750 mét (2.460 ft). Phát hiện này được kể lại bởi Pauline Zalitzki, một kỹ sư hàng hải và chồng cô Paul Weinzweig, chủ sở hữu của một công ty Canada có tên gọi Advanced Digital Communications, đang tiến hành một nhiệm vụ thăm dò và khảo sát kết hợp với chính phủ Cuba. Nhóm nghiên cứu đã quay trở lại địa điểm này lần thứ hai với một robot video dưới nước quay các hình ảnh sonar hiển thị nhiều kim tự tháp và các cấu trúc hình tròn được tạo thành từ những khối đá lớn, mịn giống như đá granit. Zalitzki nói rằng "Đó là một cấu trúc thực sự tuyệt vời trông giống như nó có thể là một trung tâm đô thị lớn. Tuy nhiên, sẽ thật vô trách nhiệm khi nói nó là gì trước khi chúng tôi nắm được bằng chứng."
Sau khi nghiên cứu số hình ảnh này, biên tập viên cao cấp National Geographic là John Echave cho biết: "Chúng là những dị vật thú vị, nhưng đó là điều mà nhiều người có thể nói ngay bây giờ, nhưng tôi không phải là chuyên gia về sonar và cho đến khi chúng tôi có thể thực sự đi xuống đó và xem lại, sẽ rất khó để mô tả chúng." Giáo sư hải dương học Robert Ballard được dẫn lời khi nói: "Nó quá sâu. Tôi sẽ ngạc nhiên nếu đó là con người. Bạn phải tự hỏi: làm thế nào nó đến được đây? Tôi đã xem rất nhiều hình ảnh sonar trong suốt đời mình và trông nó như thể nhìn vào một vết mực -- đôi khi mọi người có thể thấy những gì họ muốn xem. Tôi sẽ chờ thêm một chút dữ liệu."
Nhà địa chất biển Manuel Iturralde đã kêu gọi cần thêm các mẫu vật trước khi đưa ra kết luận về địa điểm này, cho biết kết quả cho đến nay là rất bất thường. Ông ước tính rằng phải mất 50.000 năm để các công trình này chìm xuống độ sâu mà chúng được cho là được tìm thấy và tuyên bố rằng không có nền văn hóa nào được biết đến tồn tại từ lâu đời có khả năng xây dựng các công trình như vậy. Một chuyên gia về khảo cổ học dưới nước tại Đại học Bang Florida nói thêm: "Sẽ thật tuyệt vời nếu họ đúng, nhưng là sự tân tiến thực sự cho bất cứ điều gì chúng ta sẽ thấy ở Thế giới Mới trong khung thời gian đó. Các tàn tích quá cổ xưa và không đúng chỗ."